# Jailhouse Rock (sang)
"Jailhouse Rock" er en komposition af Jerry Leiber og Mike Stoller fra 1957. Den er indsunget af Elvis Presley til brug som titelnummer til Elvis-filmen Jailhouse Rock fra oktober samme år. Sangen blev indspillet af Elvis hos Radio Recorders i Hollywood den 30. april 1957.
Elvis udsendte sangen som A-side på en singleplade med "Treat Me Nice" (samme kompositører) som B-side. Pladen udkom 27. september, ca tre uger før filmens premiere. Samtidig med premieren udsendtes en EP-plade med filmens seks sange, heriblandt "Jailhouse Rock".
På indspilningen medvirkede bl.a.:
- Elvis Presley, sang
- Scotty Moore, guitar
- Bill Black, bas
- D.J. Fontana, trommer
- The Jordanaires, kor

Den 24. september 2002 udgav RCA en CD med titlen "ELV1S 30 #1 HITS" (bemærk at 'i' i Elvis er erstattet af et 1-tal), hvor "Jailhouse Rock" var med. Denne nye CD blev, ligesom i sin tid sangene på den, nummer 1 på hitlisterne rundt om i verden, – 25 år efter kunstnerens død!

## Alternative versioner
Der blev på samme tid og sted optaget en alternativ version af "Jailhouse Rock". Den blev i 1986 udsendt på albummet Essential Elvis. Herudover er der på LP udsendt to forskellige live-indspilninger med Elvis på hhv Elvis As Recorded Live On Stage In Memphis og Elvis – NBC TV-Special.

## Kopiversioner
En lang række af andre grupper og solister har lavet deres egne indspilninger af "Jailhouse Rock", bl.a.:
- The Residents
- Jerry Lee Lewis
- Miranda Lambert
- Merle Haggard
- Mötley Crüe
- The Blues Brothers
- Patti Smith
- ZZ Top
- The Animals
- Twisted Sister
- Michael Bolton og Carl Perkins
- Jeff Beck Group (med Rod Stewart og Ronnie Wood)
- Cliff Richard (koncertoptrædender)
- ABBA med Olivia Newton-John og Andy Gibb
- Queen
- Carl Perkins
- Link Wray
- Shu-bi-dua havde en dansk version af sangen, "Fed Rock", med på deres første album.